# جبار چحیلی

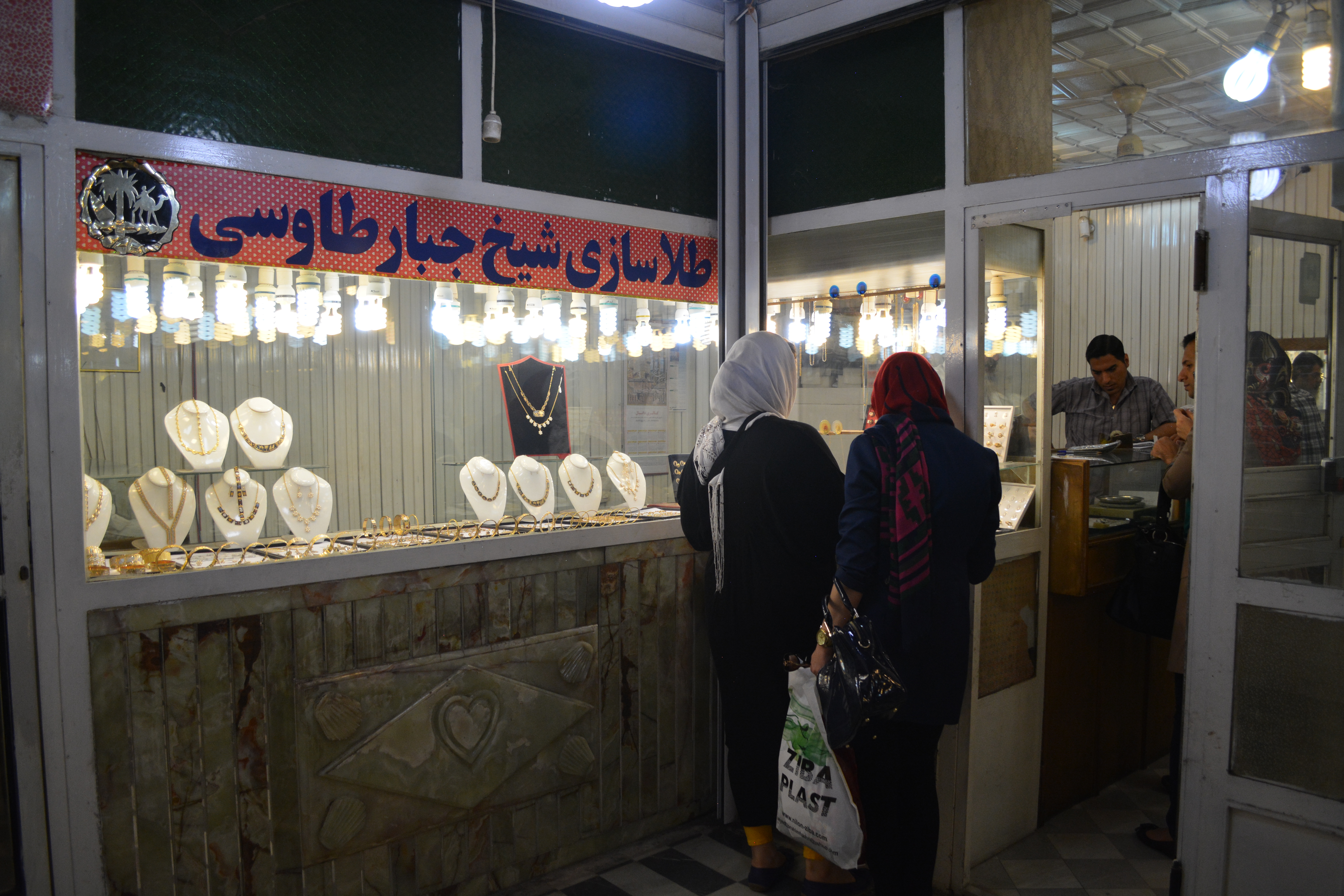
طلاسازی شیخ جبار طاوسی (اهواز)

گَنزِورا جبار چحیلی معروف به (شیخ جبار طاوسی)، روحانی و رهبر صابئین مندائی جهان که از پیروان حضرت آدم ،حضرت شیث، حضرت نوح، حضرت سام، حضرت یحیی هستند است.
این روحانی مندایی که دارای درجه ریشا اِد اِما (رهبر) و گَنزِورا که بالاترین مرتبه دینی روحانیت جامعه صابئین مندایی است متولد ۱۳۰۲ هجری شمسی در شهر اهواز، استان خوزستان بود.
گَنزِورا جبار چحیلی در زمینه‌های دینی و قومی نیز فعال بوده و در انجمن صابئین مندایی عهده‌دار ریاست و دبیرکلی آن بود کار اصلی وی طلاسازی و میناکاری بوده است که در بامداد روز یکشنبه ۷ دی ۱۳۹۳ درگذشت.
مراسم تدفین وی به صورت خاص و بر اساس تعالیم مندائی در شهر اهواز و با حضور جمع کثیری از خاندان و پیروان این دین برگزار گردید و جسد وی در گورستان اختصاصی صائبین مندائی اهواز به خاک سپرده شد.
سازمان‌ها، جمعیت‌ها و شخصیت‌های مهمی نیز با حضور در مراسم به خاکسپاری وی یا با صدور اطلاعیه‌ای فقدان وی را تسلیت گفتند.